# Прьевидза
Прье́видза или Пре́видза (словац. Prievidza, венг. Privigye, нем. Priwitz) — город в Западной Словакии, на реке Нитра, у подножья горного массива Втачник. Население — около 48 тыс. человек.

## История

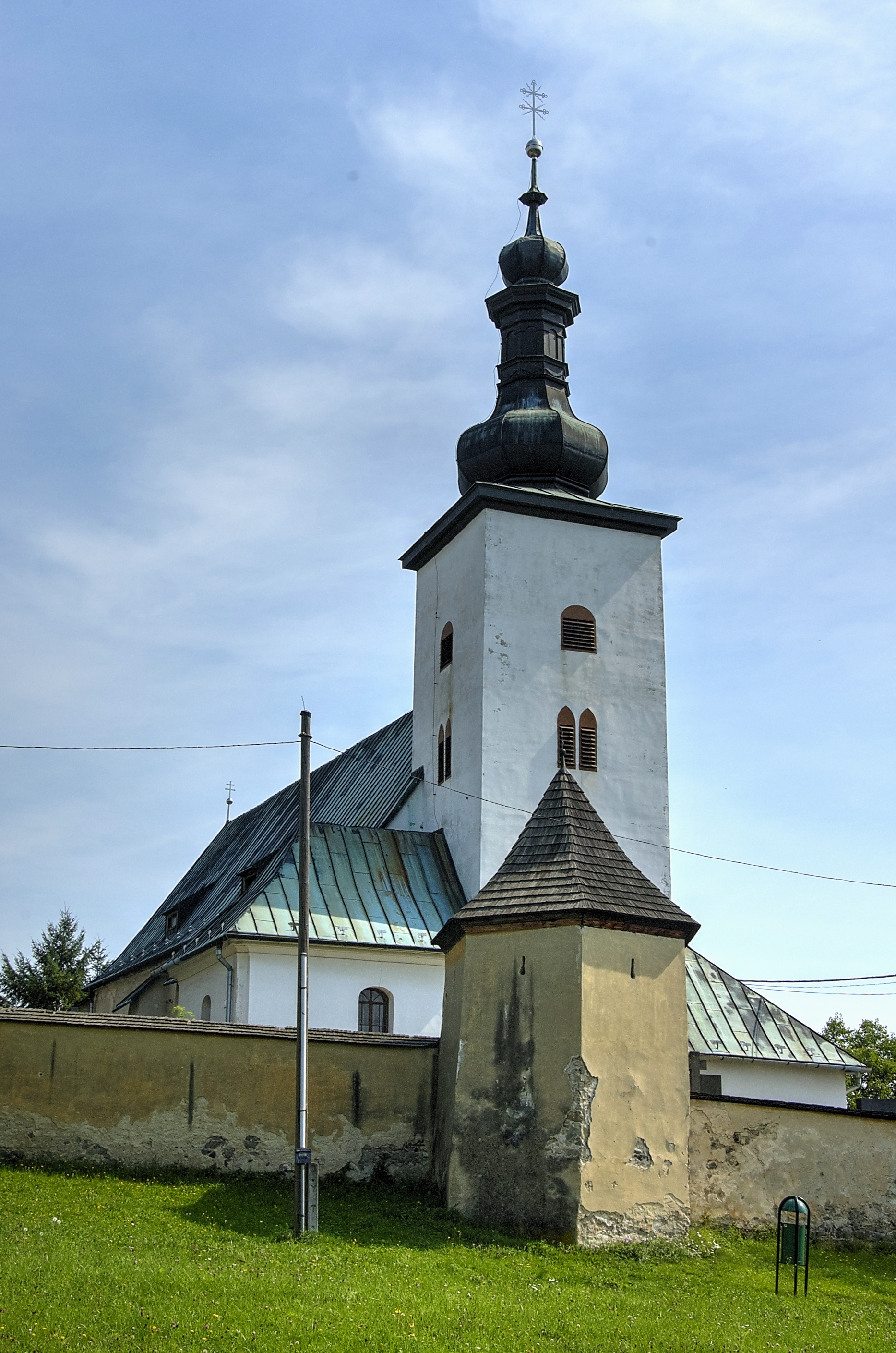
Марианский костёл

Превидза была впервые упомянута в 1113 году — под именем «Preuigan» — в латинском письме бенедиктинцев Зоборского аббатства. В 1276 г. король Ласло IV Кун начал строить здесь замок («castrum Preuge»)… В 1308—1321 гг. Превидзой владел могущественный феодал Матуш Чак, «пан Вага и Татр». С 1325 года можно говорить о Превидзе как о городе, а в 1383 году королева Мария даровала Превидзе статус свободного королевского города и печать с надписью: «SIGILLUM CIVITATIS PRIVIDIAE 1383».
С XVI до первой трети XVII века город контролировала семья Турзо. В 1431—1433 Превидза была разорена гуситами. В 1599 году город выжгли турки, опустошившие долину Нитры. Во время восстания 1673 года Превидза выгорела снова, в огне была потеряна часть городского архива. В 1678-м город сильно пострадал во время сражения куруцев трансильванского князя Имре Тёкёли (Имре Текея) с австрийскими войсками.
1709—1711 гг. — эпидемия чумы.
1831 г. — эпидемия холеры.
В 1870 году население города составляло 2719 человек. В конце XIX — начале XX века начинается индустриализация города, были построена железная дорога до Превидзы. Возникает фабрика «Карпатия». 
14 марта 1939 года Превидза вошла в состав Первой Словацкой республики. Во время Второй мировой войны, город стал одним из центров коммунистических партизан, сражавшихся против словацкой независимости.
После 1945 года в Превидзе открывается много шахт и начинается добыча угля. После окончания войны население города резко выросло с 5000 до 53000 жителей. Превидза стала родным домом для многих шахтеров и работников, которые нашли работу в угольных шахтах, электростанциях и химическом заводе в соседнем городе Новаки.

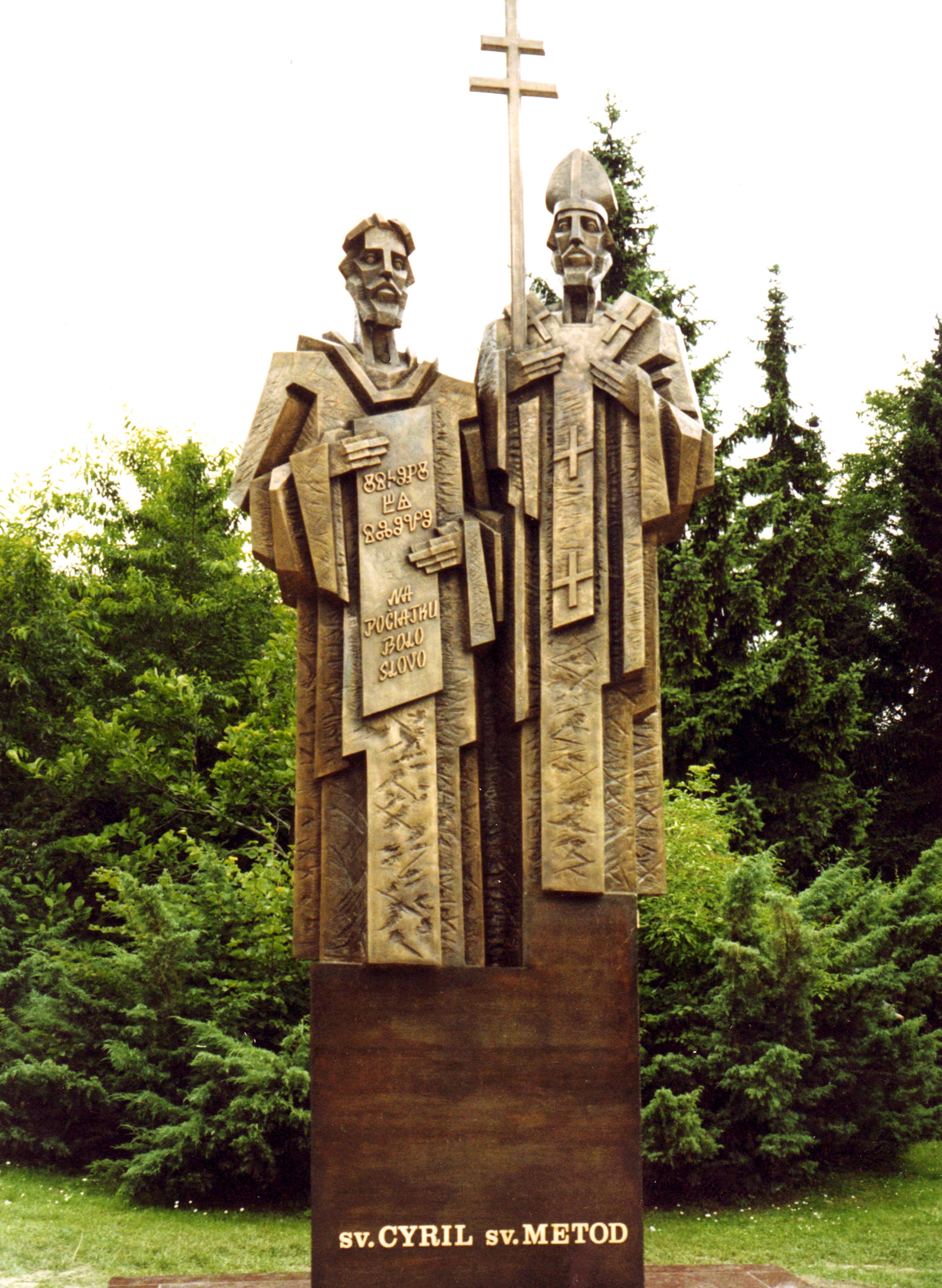
Памятник Свв. Кириллу и Мефодию

В Превидзе родился Ян Пастор (1912—1988), католический епископ Нитранский (в 1973—1988 гг.).
С 1993 года Превидза — в составе Второй Словацкой республики.

## Население
| Год:                | 1994   | 2004    | 2014    | 2024     |
| ------------------- | ------ | ------- | ------- | -------- |
| Количество человек: | 54 427 | 51 596  | 47 574  | 42 429   |
| Разница:            |        | −5,20 % | −7,79 % | −10,81 % |

## Административное деление
Превидза состоит из 5 районов (Старе-Место, Пилы, Нецпалы, Копанице, Запотуочки) и трёх бывших деревень, объединённых в район (Градец, Мала-Легуотка и Велька-Легуотка).

## География
Превидза расположена на высоте 280 метров над уровнем моря и занимает площадь в 43,06 квадратных километров. Город расположен очень близко к меньшему по размеру, но более известному городу Бойнице. Города имеют общую транспортную систему. Долина реки Нитры, в которой находится город, окружена горными хребтами со всех сторон, на западе Стражовске-Врхи, на севере Мала Фатра, Жьяр на востоке и на юге Втачник. Превидза является одиннадцатым по величине городом в Словакии. Она находится в 60 км к югу от Жилины, 69 км к востоку от столицы края Тренчин и в 158 км от столицы страны, города Братислава.

### Климат
Прьевидза находится на северо-умеренной зоне континентального климата с четырьмя различными сезонами. Это характеризуется значительной разницей между жарким летом и холодной, снежной зимой.

## Экономика
- «Bevex – Banský výskum s.r.o, Prievidza»

## Демография
По данным переписи 2001 года, в городе было 53097 жителей. 96,65 % жителей — словаки, 0,95 % — чехи, 0,48 % и 0,29 % — венгерские цыгане и немцы. Религиозный состав: 61,91 % — римские католики, 29,01 % людей, не имеющих религиозную принадлежность, и лютеране — 2,29 %.

## Достопримечательности
- Костёл пиаристов (Piaristický rímskokatolícky Kostol Najsvätejšej Trojice), построенный в 1666 г. по проекту итальянского архитектора Биберелли (Biberelli).
- Костёл св. Бартоломея.
- Мариaнский костёл с остатками крепости.

## Города-побратимы
- Ибенбурен, Германия
- Шумперк, Чехия
- Лузерна-Сан-Джованни, Италия
- Валево, Сербия
- Новомосковск (Тульская область), Россия
- Масая, Никарагуа
- Неймеген, Нидерланды
- Красник, Польша
- Ястшембе-Здруй, Польша